# Ghassan Kanafani
Ghassan Fayiz Kanafani, més conegut com a Ghassan Kanafani (àrab: غسان كنفاني, Ḡassān Kanafānī) (Akka, 9 d'abril de 1936-Beirut, 8 de juliol de 1972), fou un escriptor, periodista i activista polític palestí. Tingué una gran influència en la modernització de la literatura àrab i ha esdevingut una de les figures preeminents de la literatura palestina. Morí en un atemptat dels serveis secrets israelians a Beirut amb una bomba al seu cotxe.

## Biografia
Kanafani nasqué en una família de tradició musulmana sunnita. El seu pare, advocat, l'envià a una escola de missioners cristians francesos a Jaffa. Allà visqué fins a la Guerra araboisraeliana de 1948 i la creació d'Israel, que forçà la seva família a marxar a l'exili. Marxaren primer al Líban abans traslladar-se a Síria, on visqueren com a refugiats a Damasc. Kanafani acabà els estudis secundaris l'any 1952. Allà rebé un títol de professor de l'Agència de les Nacions Unides d'Ajut als Refugiats Palestins (UNRWA).

## Política
El mateix any entrà al Departament de Literatura Àrab de la Universitat de Damasc, però en fou expulsat l'any 1955 a conseqüència de la seva participació en el Moviment dels Nacionalistes Àrabs (MNA), una organització panarabista d'esquerres, en la qual s'implicà mitjançant George Habash, amb qui havia havia entrat en contacte el 1953. Arran d'aquests fets es traslladà a Kuwait, on treballà com a professor i aprofundí el seu activisme polític. A Kuwait edità el diari del MNA, Al-Ra'i (L'opinió), i començà a interessar-se en el pensament marxista.
El 1960, tornà a Beirut, on començà a editar el diari Al-Hurriya (La llibertat), també vinculat al MNA. El 1961, conegué Anni Høver, una activista de drets dels infants danesa, amb qui tindria dos fills. El 1962, Kanafani hagué de viure una temporada en la clandestinitat, ja que no tenia papers d'identificació i era considerat persona sense estat. Reaparegué el mateix any a Beirut i s'encarregà de l'edició del diari nasserista Al-Muharrir (L'alliberador), i més tard també d'Al-Anwar (La il·luminació), el 1967.

### Front Popular per l'Alliberament de Palestina
La branca palestina del MNA es convertí el 1967 en el Front Popular per l'Alliberament de Palestina (FPAP). Kanafani en serà el portaveu. Redactà el 1969 el programa de l'FPAP, en el qual el moviment es definia com a marxistaleninista.
En aquest període també fundà altres diaris com Al-Hadaf (L'objectiu), i escrigué nombrosos assaigs i articles polítics, culturals i històrics en diverses publicacions, a més de continuar amb la seva obra literària.
El juliol de 1972, ell i la seva neboda foren assassinats per l'explosió d'una bomba al seu cotxe. Atemptat que més tard reconeixeria com a propi el servei secret israelià Mossad.

## Producció literària
Ghassan Kanafani és considerat una de les principals influències en la modernització de la literatura àrab i una figura cabdal de la literatura palestina, encara avui. Fou un precursor de primera hora de les estructures narratives complexes modernes, fent ús d'efectes com el salt enrere i els narradors corals.
Els seus escrits tractaven, en gran part, els temes de la lluita i l'alliberament palestins i sovint reflectien la seva experiència com a refugiat, com per exemple Homes sota el sol. El seu pensament marxista també es reflectia en la seva obra, en què la lluita de classes en les societats palestina i àrab apareix intrínsecament lligada a la lluita contra el colonialisme i el sionisme, i per un estat palestí.
Escrigué tant relats curts com novel·les, i n'és probablement la més famosa Homes sota el Sol ('Rijal fi-x-xams'), i treballs acadèmics sobre literatura i política. La seva tesi, Raça i religió en la literatura sionista, seria la base del seu estudi de 1967, Sobre la literatura sionista.
Fou també un prolífic crític literari. El seu treball fonamental, La literatura palestina sota l'ocupació, 1948-1968, difongué els escriptors palestins en el món àrab. També escrigué importants treballs de crítica de la literatura sionista i israeliana.

## Llibres
Traduccions al català:
- Kanafani, Gassan; Gil Bardají, Anna (tr.). Homes sota el sol; Retorn a Haifa.  Barcelona: Club Editor, 2009 (El club dels novel·listes, 19). ISBN 978-84-7329-138-5.

En àrab
- Mawt sarir ràqam 12, 1961 (Mort al llit núm. 12)
- Ard al-burtuqal al-hazín, 1963 (La terra de les taronges tristes)
- Rijal fi-x-xams, 1963 (Homes sota el sol)
- Al-bab, 1964 (La porta)
- Àlam laysa la-na 1965 (Un món que no és el nostre)
- Àdab al-muqàwama fi Filastín al-muhtal·la 1948-1966, 1966 (Literatura de resistència a la Palestina ocupada 1948-1966)
- Ma tabaqqa la-kum, 1966 (Tot el que us han deixat)
- Fi al-àdab as-sahyuní, 1967 (Sobre la literatura sionista)
- Al-àdab al-filastiní al-muqàwim taht al-ihtilal: 1948-1968, 1968 (La literatura palestina de resistència sota l'ocupació: 1948-1968)
- An ar-rijal wa-l-banàdiq, 1968 (Sobre els homes i els fusells)
- Umm Sad, 1969 (Umm-Sad)
- Àïd ila Hayfa, 1970 (Retorn a Haifa)
- Al-ama wa-al-atraix, 1972 (El cec i el sord)
- Barquq nissan', 1972 (Els albercocs d'abril)
- Al-qúbbaa wa-n-nabí, 1973 (El barret i el profeta) (incompleta)
- Thawra 1936-39 fi Filastin, 1974 (La Revolució de 1936-39 a Palestina)
- Jisr ila-al-abad, 1978 (Un pont cap a l'eternitat)
- Al-qamís al-masruq wa-qisàs ukhra, 1982 (La camisa robada i altres contes)